# Grgur Orlovčić
Grgur Orlovčić (?, prije 1510. – Mohač, 29. kolovoza 1526.), bio je hrvatski vojskovođa i uz Petra Kružića kapetan Senja i Klisa.

## Podrijetlo
Pripadao je obitelji Orlovčić hrvatskog plemenitog roda Humljana iz gornjeg Pounja. Jedno od dobara ove obitelji bio je grad (castrum) Čovka smješten nešto sjevernije od Kruga, prema pretpostavkama većine povjesničara, rodnog mjesta Petra Kružića.

## Životopis
O Orlovčićevu ranom životu poznato je vrlo malo informacija. Bio je sin Jurja Orlovčića, hrvatskog velikaša, koji je 1492. bio predstavnik Hrvatskog sabora u radu Ugarskog sabora i njegove supruge Klare Orlovčić.  Poznato je kako ga je nakon službe kraljeva kaštelana u Ripču, utvrdi bitnoj za obranu Bihaća, kralj Ludovik II. Jagelović 1521. godine imenovao kapetanom grada Senja i poslao ga Jeronimu Peteliniću kao sudruga u službi. Zbog nezadovoljstava Otočana i Senjana Petelinićevom upravom, koja su uskoro došla na vidjelo, kralj je na njegovo mjesto kao sukapetana Orlovčiću izabrao Petra Kružića.

### Međusobna adopcija s Petrom Kružićem
Tri godine kasnije, prema službenoj evidenciji Senjskog kaptola 16. svibnja 1524., senjski su se kapetani međusobno posvojili kao braća i zaključili ugovor o uzajamnom nasljedstvu svih do tada stečenih imanja i svih onih koja će braća tek steći u slučaju da obitelj kojega od njih izumre po muškoj liniji nasljeđivanja. Do ove je odluke najvjerojatnije došlo zbog njihovog međusobnog odnosa zasnovanog na vojničkoj solidarnosti, te zbog sličnosti situacija u kojima su se nalazili (društvenog statusa, istoga zavičajnog podrijetla, raseljeničke povijesti i sl.). Osim navedenog, u to su vrijeme obojica bili i jedinim preostalim muškim pripadnicima vlastitih obitelji, te stoga i jedinim nasljednicima obiteljskih baština. U doba adopcije obojica su već imala malodobnu djecu, ali unatoč toj činjenici bili su, s obzirom na njihov izbor vojne profesije i karijere, svjesni opasnosti izumrća svojih obitelji po muškoj liniji, u slučaju pogibije jednoga od njih, pa su međusobnim posvojenjem zapravo jamčili sigurnu egzistenciju i pravo na uživanje svih stečenih dobara svojim suprugama i kćerima, koja će im svojom zaštitom omogućiti preživjeli "brat".
U približno isto vrijeme Orlovčić se Kružiću pridružuje u obrani grada Klisa kao sukapetan, čijim je Kružić bio kapetanom još od 1518. godine.

### Smrt i nasljedstvo
Grgur Orlovčić jedan je od brojnih plemića koji je sudjelovao u bitci na Mohačkom polju, gdje je na posljetku i poginuo 29. kolovoza 1526. Iza sebe nije ostavio muških potomaka, te je time njegov rod po muškoj liniji izumro.
Nakon njegove smrti dogodio se pretpostavljeni razvoj događaja u njegovoj obitelji vezan uz njegovu međusobnu adopciju s Petrom Kružićem, koji je taj ugovor poštovao, te postao službenim zaštitnikom Orlovčićeve udovice Marte i kćeri Katarine, te svih njihovih baštinskih i do tada novostečenih imanja. Primjer Kružićeva poštovanja ovog ugovora može se vidjeti u činjenici kako mu je kralj Ferdinand oko 1529. godine darovao baštinski grad i utvrdu Orlovčića, Sokol, na temelju izumrća ove obitelji po muškoj lozi, ali Kružić nakon toga nikad nije osporio vlasništvo nad istim dobrom Orlovčićevoj udovici i kćeri. Također, Marta Orlovčić je bez ikakvih Kružićevih zapreka, početkom veljače 1534. utanačila bračni ugovor s Pavlom Kercsenyijem za svoju kćer Katarinu i Pavlova sina Ladislava, u kojemu je kao dio Katarinina miraza naveden i grad Sokol u Kninskoj županiji. Prijenos vlasništva tako nikada nije doveden u pitanje, pa se Ladislav Kercsenyi i nakon Katarinine smrti navodi kao vlasnik istoga grada. Još jedan primjer dobrih odnosa između Marte Orlovčić i Petra Kružića, jest njihovo zajedničko upravljanje vlastelinstvom Brezovica. Ne postoje zapisi koji bi svjedočili o bilo kakvoj svađi ili nesuglasicama oko diobe dobara ili prihoda ovog vlastelinstva u Križevačkoj županiji, kojeg su Kružić i Orlovčić zajednički dobili u studenom 1524. od kralja Ludovika II. Jagelovića.